# 李虔纵
李虔纵（?—?），洛州洛阳县（今河南省洛阳市）人，唐朝著名医生。
李虔纵与清漳（今河北省广平县东北）宋侠、义兴（今江苏省宜兴市）许胤宗、洛阳张文仲、京兆（今陕西省西安市）韦慈藏都以医术知名。李虔纵官至侍御医。韦慈藏，景龙年间官至光禄卿。自武则天、唐中宗以后，医生都共推李虔纵、张文仲、韦慈藏等三人为首。